# Canton de Nevers
Le canton de Nevers est un ancien canton français situé dans le département de la Nièvre.

## Histoire
Créé au XIXe siècle, le canton de Nevers est supprimé par le décret du 16 août 1973 le scindant entre les cantons de Nevers-Centre, Nevers-Nord, Nevers-Sud et Nevers-Rural.

## Composition
Le canton comprenait douze communes :
- Challuy,
- Chevenon,
- Coulanges-lès-Nevers,
- Gimouille,
- Imphy,
- Magny-Cours,
- Marzy,
- Nevers,
- Saincaize,
- Saint-Éloi,
- Sauvigny-les-Bois,
- Sermoise.

## Représentation

### Conseillers généraux de 1833 à 1973
| Période | Période          | Identité                   | Étiquette                   | Qualité |
| ------- | ---------------- | -------------------------- | --------------------------- | --- |
| 1833    | 1836             | François Bonneau-Létang    |                             | Manufacturier de faïence et propriétaire à Nevers |
| 1839    | 1848             | Alexis Frébault (1802-?)   |                             | Avocat à Nevers |
| 1848    | 1852             | Frédéric Girerd            | Groupe Cavaignac            | Avocat à Nevers, député (1848-1849) Conseiller municipal de Nevers |
| 1852    | 1865 (décès)     | Achille Jacquinot          |                             | Banquier à Nevers, propriétaire du château de la Rocherie Président du Tribunal de commerce, conseiller d'arrondissement                                                                    |
| 1866    | 1871             | Gustave Boucaumont         | Majorité dynastique         | Ingénieur des Ponts et Chaussées Député (1863-1870) Conseiller municipal de Nevers Ancien conseiller général du Canton de Montmarault (Allier)                                              |
| 1871    | 1878 (démission) | Jean Placide Turigny       | Extrême-gauche              | Docteur-médecin Député (1873-1905) Conseiller général du Canton de Saint-Pierre-le-Moûtier (1870-1871 et 1881-1901)                                                                         |
| 1878    | 1881             | Jean-Baptiste Thévenard    | Républicain                 | Maire de Nevers |
| 1881    | 1892             | Gaston Laporte             | Rad.puis Boulangiste        | Avocat - Propriétaire à Nevers Député (1881-1898) Maire de Nevers (1892-1894) |
| 1892    | 1898             | Georges Lefebvre           | Républicain                 | Ancien magistrat, propriétaire à Nevers |
| 1898    | 1904             | André Marochetti           | Républicain                 | Militaire Propriétaire à Coulanges et à Amazy (château de Chevannes) |
| 1904    | 1919             | Eugène Laurent             | Socialiste                  | Entrepreneur de plomberie Député (1914-1919) |
| 1919    | 1922             | Narcisse Charles           | RG                          | Ancien huissier, propriétaire à Nevers |
| 1922    | 1928             | Étienne Roussillon         | Socialiste unifié puis SFIO | Ouvrier d'usine puis tailleur à Fourchambault et à Nevers Conseiller municipal de Nevers (1912-1929)                                                                                        |
| 1928    | 1934             | Jean Locquin               | SFIO                        | Avocat Maire de Balleray (1908-1934) Adjoint au Maire de Nevers (1934-1940) Président du Conseil Général (1924-1929) Député (1914-1932)                                                     |
| 1934    | 1940             | Abel Rollin (1882-1942)    | RG                          | Médecin chirurgien à Nevers |
|         |                  |                            |                             | |
| 1945    | 1949             | Charles Bourdillon         | MRP                         | Médecin à Nevers |
| 1949    | 1967             | Marius Durbet              | RPF-UNR                     | Pharmacien Maire de Nevers (1947-1953) Député (1951-1967) |
| 1967    | 1971 (décès)     | Jean Bernigaud (1921-1971) | FGDS                        | Agriculteur, éleveur, maire de Magny-Cours |
| 1972    | 1973             | Daniel Benoist             | SFIO-PS                     | Médecin Maire de Luzy puis de Nevers (1971-1983) Sénateur (1963-1967) Député (1967-1983) Ancien conseiller général du Canton de Luzy (1955-1972) Elu en 1973 dans le Canton de Nevers-Rural |

### Conseillers d'arrondissement (de 1833 à 1940)
Le canton de Nevers avait deux conseillers d'arrondissement.
| Période                                  | Période      | Identité                                           | Étiquette                                        | Qualité |
| ---------------------------------------- | ------------ | -------------------------------------------------- | ------------------------------------------------ | --- |
| 1833                                     | 1839         | Nicolas Arloing (1778-1850)                        |                                                  | Médecin en chef de l'hôpital de Nevers                                                                      |
| 1833                                     | 1839         | Denis du Rozier de Magnieux de Vertpré (1775-1853) |                                                  | Propriétaire à Nevers                                                                                       |
| 1839                                     | 1848         | Félix Alexandre Lerasle                            |                                                  | Notaire, propriétaire, Premier adjoint au maire de Nevers                                                   |
| 1839                                     | 1842         | Charles Laurent Wagnien (1785-1851)                |                                                  | Négociant à Nevers                                                                                          |
| 1842                                     | 1848         | Nicolas Arloing                                    |                                                  | Médecin à Nevers                                                                                            |
| 1848                                     | 1852         | Achille Jacquinot                                  |                                                  | Banquier à Nevers                                                                                           |
| 1848                                     |              | Charles Adam David (1809-1885)                     |                                                  | Docteur en médecine à Nevers                                                                                |
|                                          |              |                                                    |                                                  | |
| 1877                                     |              | M. Dutray                                          |                                                  | |
| 1877                                     | 1889         | Auguste Duret                                      |                                                  | Propriétaire, maire d'Imphy                                                                                 |
| 1883                                     | 1889         | Jacques-Edme Balandreau-Buy (1808-1901)            |                                                  | Tanneur, maire de Nevers                                                                                    |
| 1889                                     | 1892         | Georges Lefebvre                                   | Révisionniste Radical puis Alliance républicaine | Ancien Procureur de la République à Aix-en-Provence, Premier adjoint au maire de Nevers                     |
| 1889                                     | 1913         | François Chevineau                                 | Révisionniste Soc.ind                            | Propriétaire à Nevers                                                                                       |
| 1892                                     | 1900 (décès) | Jean Thévenet (1843-1900)                          |                                                  | Négociant, fabricant d'huile, propriétaire à Pont-des-Pelles, maire de Magny-Cours                          |
| 1901                                     | 1919         | Louis Louveau                                      | Radical                                          | Charcutier, maire d'Imphy                                                                                   |
| 1907                                     | 1913         | Émile Bourgier                                     | Radical                                          | Propriétaire à Nevers, maire de 1912 à 1919, député de 1919 à 1924                                          |
| 1913                                     | 1919         | Joseph Argot-Deray                                 | Radical                                          | Industriel pâtissier-confiseur, conseiller municipal de Nevers                                              |
| 1919                                     | 1931         | Léon Bruneton                                      | Droite                                           | Marchand de bois à Nevers                                                                                   |
| 1919                                     | 1925         | Antoine Godinoux                                   |                                                  | Chef modeleur contremaître, adjoint au maire d'Imphy                                                        |
| 1925                                     | 1937         | Joseph Lariche                                     | URD-PSF                                          | Commerçant à Nevers                                                                                         |
| 1931                                     | 1937         | Louis Dechatre                                     | Union nationale                                  | Agriculteur, maire de Marzy                                                                                 |
| 1937                                     | 1940         | Marcel Marcelot (1904-1964)                        | SFIO                                             | Calqueur, conseiller municipal de Nevers                                                                    |
| 1937                                     | 1940         | Louis Masson                                       | SFIO                                             | Ouvrier dans la métallurgie, syndicaliste, maire d'Imphy                                                    |
| 1940                                     |              |                                                    |                                                  | Les conseils d'arrondissement ont été suspendus par la loi du 12 octobre 1940 et n'ont jamais été réactivés |
| Les données manquantes sont à compléter. |              |                                                    |                                                  | |